# Aborigènes de Taïwan
Les aborigènes de Taïwan (chinois : 原住民; pinyin: Yuan2 Zhu4 Min2, littéralement « les habitants originels ») sont les descendants des plus anciens occupants de l'île de Taïwan. La population des tribus d'origine austronésienne reconnues par le gouvernement de Taïwan est estimée en 2022 à environ 580 000 personnes. Le nombre de personnes enregistrées comme aborigènes est en hausse depuis 2001. Ils seraient venus du sud-est de la Chine vers 3000 avant notre ère. Leurs langues, dites formosanes, appartiennent à la famille austronésienne, qui comprend par ailleurs les langues des Philippines, de Malaisie, d'Indonésie, de Madagascar et d'Océanie. La génétique a par ailleurs démontré une origine taiwanaise des populations de l'Asie du Sud-Est insulaire,. La différence entre leur identité ethnique et celle des Han est un sujet souvent abordé dans le débat sur le statut politique de Taïwan.
Pendant plusieurs siècles, les autochtones se sont opposés aux puissances coloniales dans les domaines économiques et militaires. Les gouvernements centralisés encouragent une conversion linguistique et, plus généralement, une assimilation culturelle grâce au métissage. Ces processus sont responsables, à différents degrés, d'une extinction des langues et d'une perte d'identité ethnique. Ainsi, sur approximativement 26 langues originelles (généralement désignées sous le nom de langues formosanes), au moins dix ont disparu, cinq sont en danger, et plusieurs autres sont vulnérables,.
Jadis, les autochtones habitaient des régions géographiquement accidentées, le long de l'épine dorsale Nord-Sud de Taïwan, et autour des plaines alluviales. L'essentiel de ces peuples se trouve désormais à la fois dans les villes et les montagnes.
Les autochtones de Taïwan font face à des difficultés économiques et sociales, notamment en raison d'un fort taux de chômage et d'un niveau d'éducation inférieur à la moyenne. Depuis les années 1980 pourtant, un certain nombre de groupes autochtones œuvrent activement en faveur d'une plus grande autonomie politique et d'un développement économique plus important. Différentes manières d'encourager la survie et l'extension de la culture indigène sont employées : une utilisation commercialement efficace de rythmes et d'instruments austronésiens dans la pop taïwanaise, la résurrection de rites traditionnels, la participation accentuée au marché du tourisme et de l'écotourisme afin de favoriser une meilleure indépendance économique vis-à-vis de l’État, ou encore la tenue du Festival de la Culture Austronésienne chaque année à Taitung, où se produisent des artistes d'Asie-Pacifique.

## Présentation

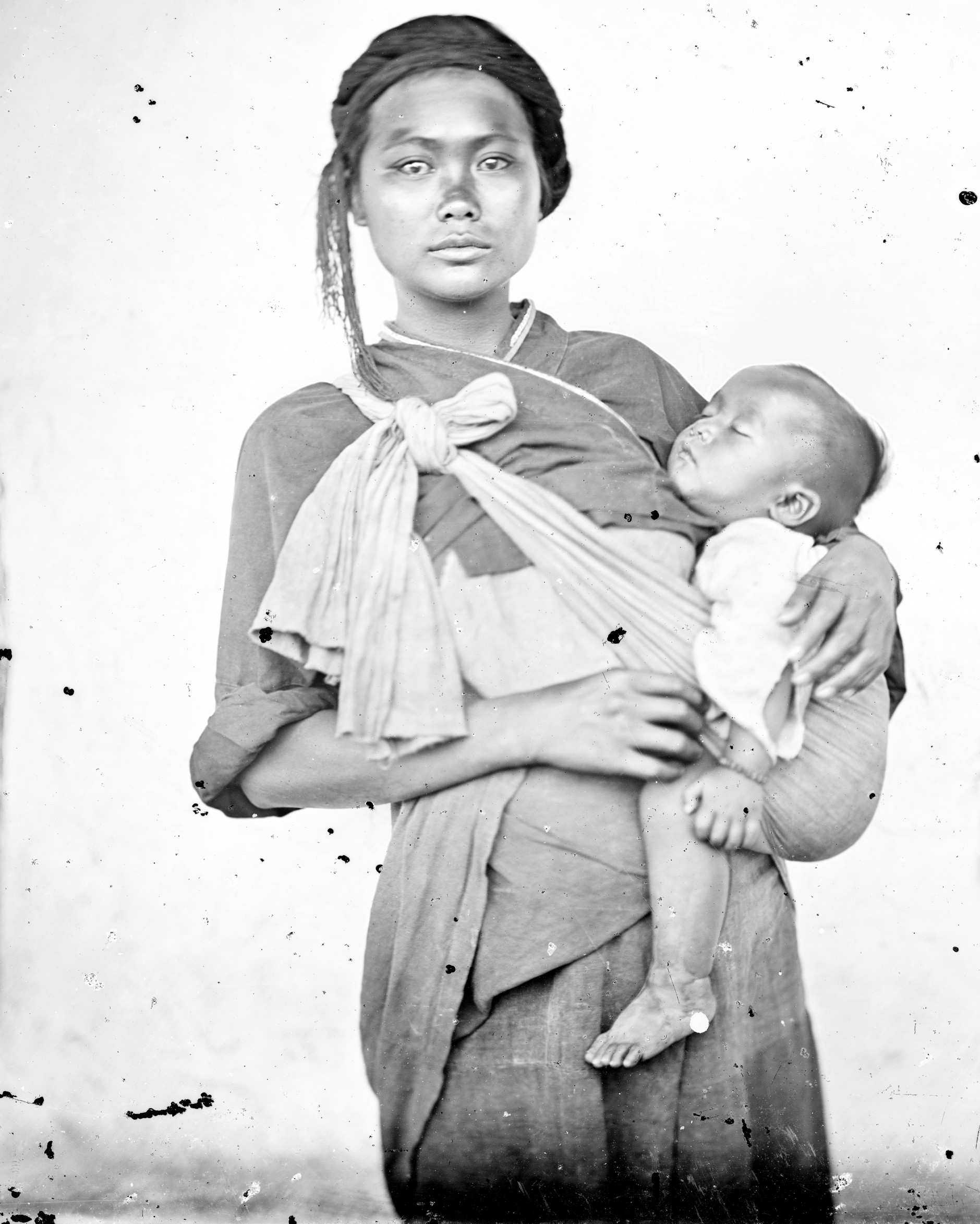
Femme autochtone et son enfant, Taiwan, par John Thomson, 1871.

Durant l'essentiel des cinq siècles d'histoire écrite des autochtones de Taïwan, différents agents confucéens, chrétiens ou nationalistes ont cherché à les intégrer à des programmes « civilisateurs » aux buts variés. Chacun de ces programmes définissait les autochtones selon la grille d'analyse de la puissance coloniale, dans la mesure de sa compréhension des différences d'apparence, de comportement, d'habitat, de rites. La taxinomie ainsi mise en place catégorise plusieurs sous-groupes ou "tribus". Bien que ces distinctions ne soient pas le fait des autochtones, et qu'elles ne recoupent pas forcément les leurs, cette classification s'est pérennisée par l'utilisation qu'en ont fait les gouvernements successifs, jusqu'aux débats et politiques actuels qu'elle structure encore.
Chen Di (en), marin du Fujian, rapporte dans ses Notes sur les Barbares de l'Est (connu sous le nom de Dongfanji, 東番記) en 1603 qu'il les a rencontrés : il les nomme simplement "barbares de l'Est" ; en revanche, les Hollandais les nomment Indiens ou Noirs, à partir de leur propre expérience coloniale en Indonésie.
Un siècle plus tard, alors que la dynastie Qing ne cesse d'étendre son empire, les descriptions d'écrivains ou de reporters se font de moins en moins sur le modèle d'une échelle avec des degrés d'acculturation, mais sur celui d'une soumission plus ou moins totale au pouvoir de l'empereur. Les lettrés utilisent ainsi le terme de "crus" (生番, Shen1 Fan1) pour désigner les peuples hostiles envers les Qing, et "cuits" (熟番, Shu2 Fan1) pour désigner ceux qui ont prêté allégeance en acceptant les taxes. D'après les standards de la Chine impériale, l'adjectif "cuit" signifie qu'on a assimilé les normes culturelles Han et qu'on est désormais un sujet de l'empire ; pourtant, il conserve une connotation péjorative en insistant sur l'apparente faiblesse culturelle des peuples non-Hans.
Vers la fin du XIXe siècle, à mesure que l'empire consolide son emprise sur les plaines de Taïwan sans parvenir à prendre possession des montagnes, les termes Pingpu ("tribus des plaines", 平埔族, Ping2 Pu1 Zu2) et Gaoshan ("tribus des montagnes", 高山族, Gao1 Shan1 Zu2) sont utilisés de manière interchangeable avec les adjectifs "cru/cuit".

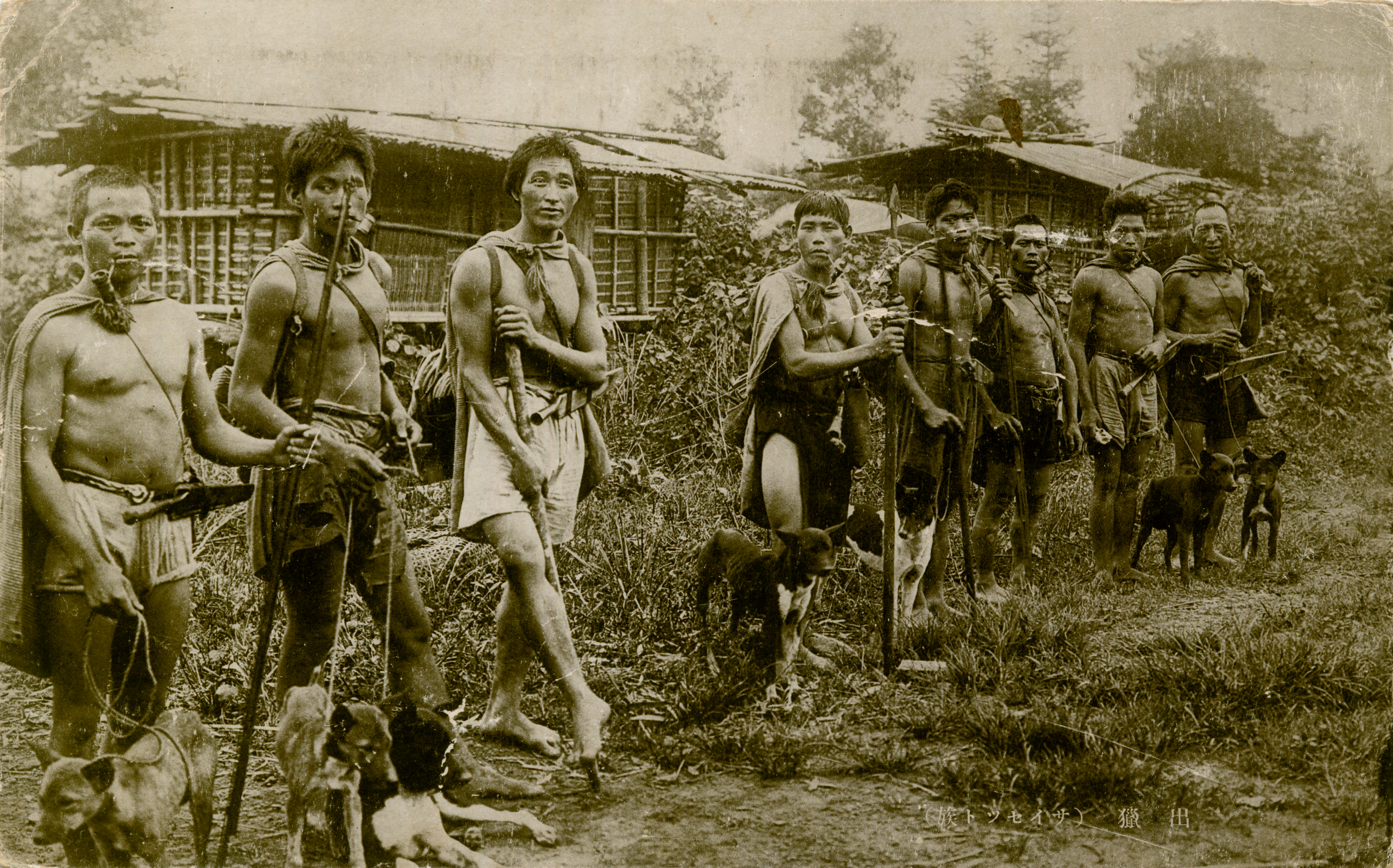
Saisiyat, par le photographe japonais Kutsuyama, vers 1900.

Pendant les cinquante années qu'a duré l'occupation japonaise (1895-1945), la dichotomie a été conservée : elle est intégrée au programme colonial du nouvel empire, qui nomme Peipo ceux qui s'assimilent, et crée la catégorie des "tribus reconnues" (高砂族, Gao1 Sha1 Zu2, en japonais : takasago-zoku) . Puis, le Kuomintang leur conférera une dénomination différente : « compatriotes des plaines » ou « des montagnes », afin de conjurer tout souvenir japonais ; il continue à utiliser la distinction. Le Parti décidera ensuite la conservation des noms donnés par les Japonais aux groupes autochtones, à l'exception de Peipo.
Malgré des changements dans le domaine anthropologique, les termes Gaoshan et Pingpu sont toujours en vigueur aujourd'hui, et ils témoignent encore des degrés d'acculturation à la culture Han tels que l'envisageait la dynastie Qing. Tous les groupes reconnus par le gouvernement sont considérés comme des Gaoshan ; les groupes non reconnus sont ceux qui habitaient les plaines, et qui sont désormais intégrés à l'ethnie taïwanaise – même s'il serait faux de croire que les divisions sont uniquement d'ordre géographique. La distinction se répercute sur les politiques gouvernementales à l'égard des autochtones et la capacité de ceux-ci à agir en politique.
La République de Chine reconnaît désormais seize groupes autochtones, à la suite des classifications antérieures, mais les ethnologues s'accordent sur le fait que ces groupes ne recoupent pas d'entité sociale ou de communauté politique datant de l'ère précoloniale taïwanaise. Les rapports les plus anciens – le débarquement des Hollandais en 1624 – font état de villages autochtones indépendants et de taille variable. Entre eux se pratiquaient du commerce, des mariages, des guerres et des alliances. Ainsi, à partir de critères linguistiques et ethnographiques contemporains, ces villages sont regroupés en vingt ethnies aussi larges que débattues, lesquelles n'ont jamais formé de régime politique commun ni de royaume.

## Les différentes ethnies autochtones

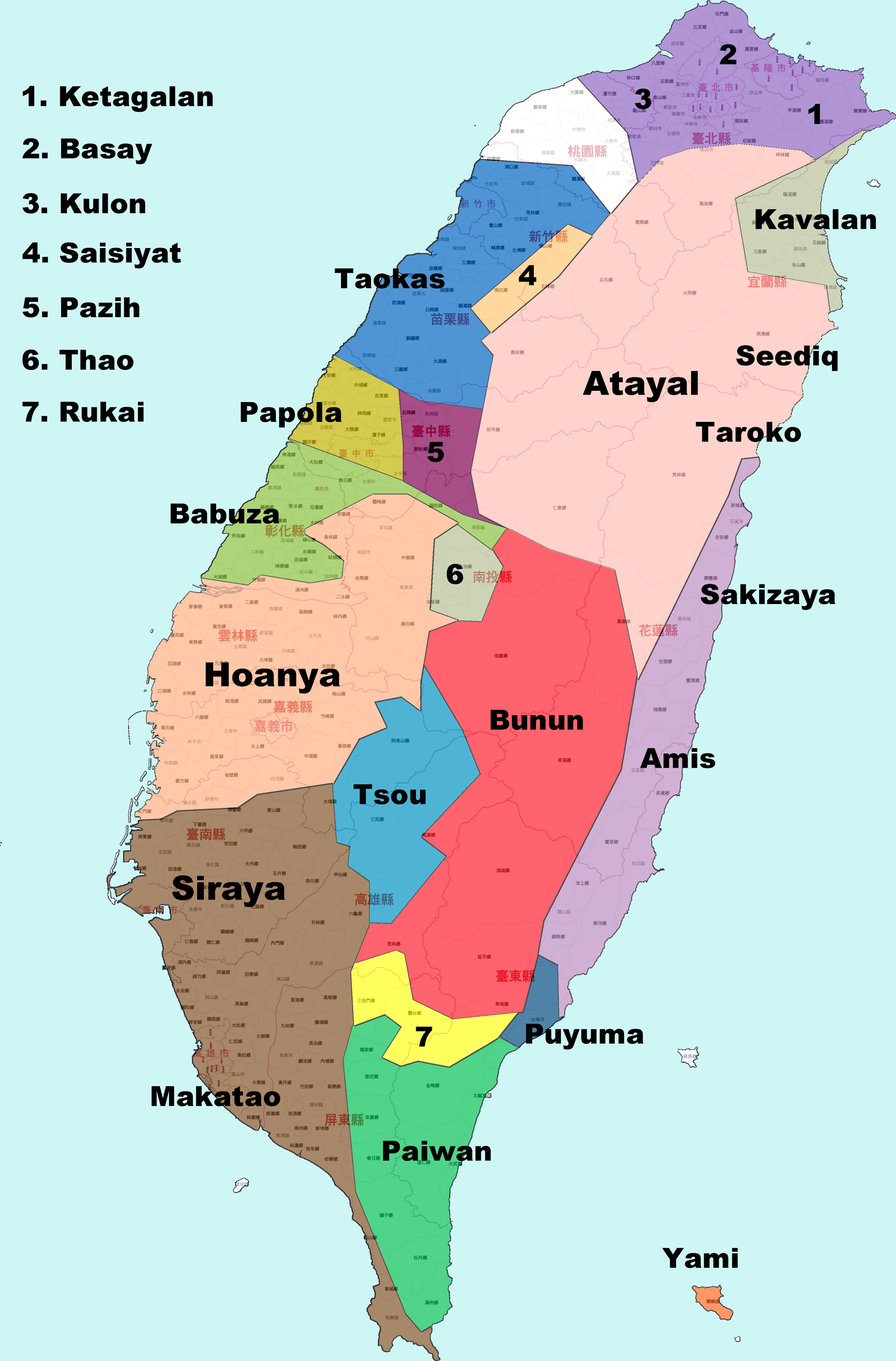
Répartition des différents groupes

D'après les critères établis par la Commission des Peuples Indigènes, le gouvernement reconnaît différents groupes ethniques. Afin d'être reconnues officiellement, les ethnies concernées doivent recueillir un certain nombre de signatures ainsi qu'un dossier solide, avec lesquels elles peuvent en appeler à la décision de la Commission. Cette reconnaissance leur confère des avantages légaux et des droits en tant que groupes, avec – surtout – la satisfaction de voir leur identité ethnique enfin admise. Au jour du 24 avril 2014, 14 ethnies autochtones sont reconnues.
Le dossier comporte une généalogie aussi complète que possible des membres, des récits communautaires, et des preuves d'une continuité linguistique et culturelle. La faiblesse de la documentation couplée à la disparition de nombreuses langues formosanes à cause des politiques coloniales complique le processus d'acceptation de beaucoup de groupes autochtones. Pourtant, conformément à la résurgence d'intérêt pour le tourisme solidaire, même les autochtones des plaines, dont les ethnies ne sont pas reconnues mais intégrées à la communauté taïwanaise, souhaitent obtenir un sceau officiel d'identité.
Parmi les seize ethnies officiellement reconnues, seules deux sont d'anciens autochtones des plaines – les Kavalan et les Sakizaya –, les autres sont considérées comme des autochtones des montagnes.
D'autres groupes ont tenté, sans succès, de retrouver leur statut autochtone : les Chimo, les Kabaku, les Makatao, les Pazeh, et les Siraya. Il faut malgré tout garder à l'esprit que la demande de reconnaissance par tel ou tel groupe autochtone ne présume pas d'un consensus des ethnologues sur la légitimité dudit groupe à l'obtenir.
Il y a débat entre les ethnologues et les acteurs politiques sur la justesse de certains noms ethniques ou linguistiques, et sur la possibilité d'en trouver des plus corrects – surtout sous leur forme romanisée. Par exemple, entre les Truku/Taroko, les Seedeq/Seediq, les Da'o/Yami.
Neuf groupes autochtones ont été reconnus dès avant 1945 par le gouvernement colonial japonais. Les Thao, les Kavalan et les Truku l'ont été par le gouvernement taïwanais en 2001, 2002 et 2004. Les Sakizaya sont devenus la treizième ethnie le 17 janvier 2007, et depuis le 23 avril 2008, les Seedeq sont officiellement la quatorzième. Auparavant, les Sikazaya étaient classés comme Amis et les Seedeq avec les Atayal.
La liste des seize groupes est la suivante :

### Ethnies reconnues
- les Amis
- les Atayal
- les Bunun
- les Kavalan
- les Paiwan
- les Puyuma
- les Rukai
- les Saisiyat
- les Sakizaya
- les Da'o (Yami)
- les Thao
- les Truku
- les Tsou
- les Seedeq
- les Hla'alua (en)
- les Kanakanavu (en)

Celle des groupes non reconnus car jugés trop peu nombreux, ou trop assimilés, et qui regroupe la plupart du temps les autochtones dit « des plaines », est la suivante :  

### Ethnies non reconnues
- les Babuza
- les Basay
- les Hoanya
- les Ketagalan
- les Luilang
- les Pazeh/Kaxabu
- les Popora
- les Qaugaut
- les Siraya
- les Taokas
- les Trobiawan

Ci-dessous sont rapportés les statistiques ethniques de la Commission des Peuples Indigènes, en 2006. Elles sont donc trop anciennes pour compter les Sakizaya, les Seedeq, les Hla'alua et les Kanakanavu, reconnus par la suite.
| Amis    | Atayal | Bunun  | Da'o  | Kavalan | Paiwan | Puyuma | Rukai  | Saisiat | Truku  | Thao | Tsou  |
| ------- | ------ | ------ | ----- | ------- | ------ | ------ | ------ | ------- | ------ | ---- | ----- |
| 166 769 | 79 024 | 47 585 | 2 977 | 1 023   | 81 123 | 10 441 | 11 123 | 5 402   | 22 266 | 602  | 6 335 |

## Histoire

### Avant la colonisation étrangère

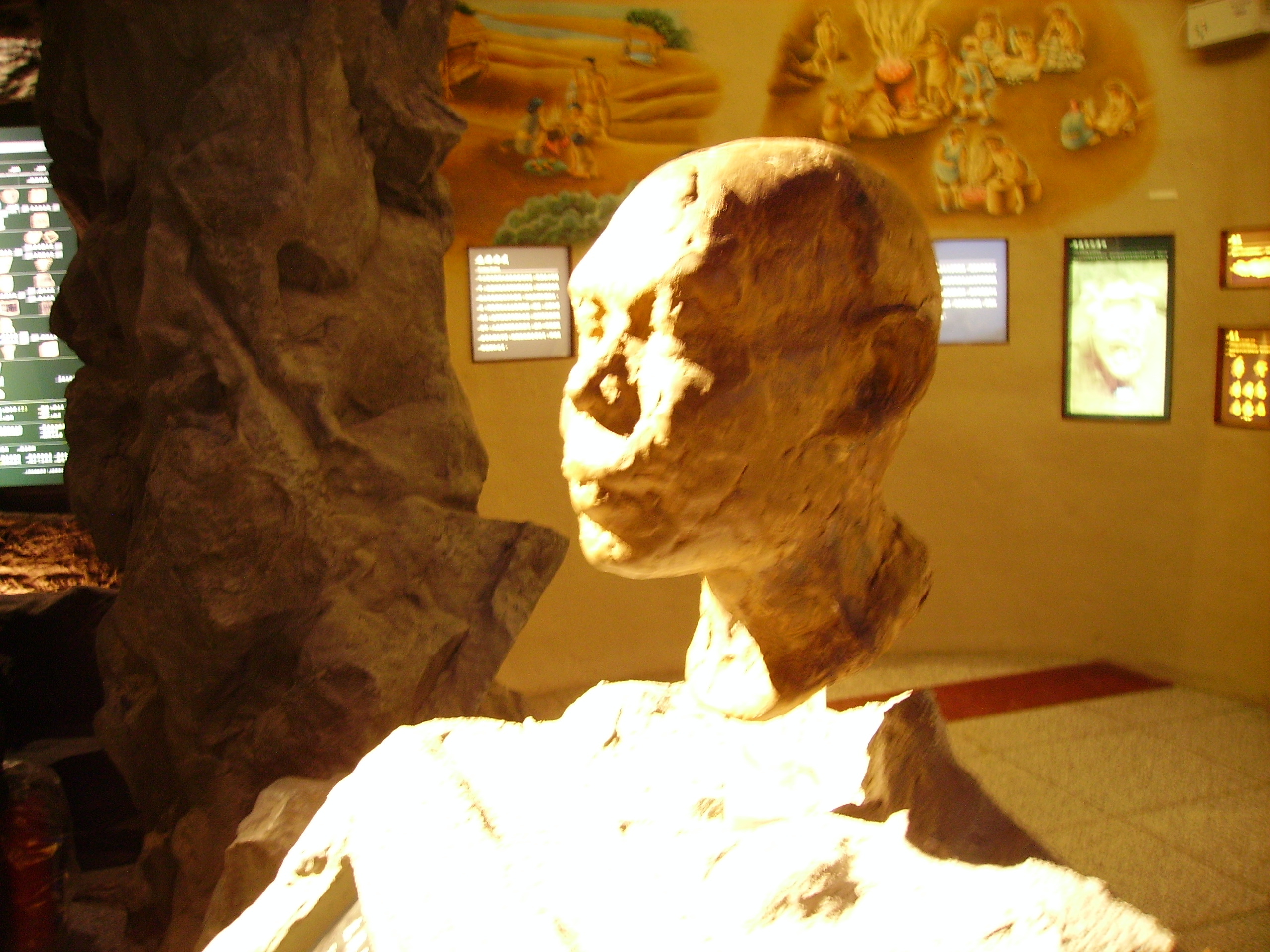
Homme de Zuozhen

Les plus anciennes traces humaines trouvées sur l'île de Taïwan remontent à environ 30 000 ans (l’homme de Zuozhen). Les populations anciennes de Taïwan sont proches génétiquement des anciennes populations de la culture Lapita. Elles partagent également beaucoup d'allèles avec les populations du sud de la Chine de langues taï-kadaï. Ces résultats renforcent l'hypothèse selon laquelle des populations de langue taï-kadaï sont à l'origine de l'arrivée de l'agriculture dans l'île il y a près de 5 000 ans.
Vers 4 000 avant l'Ère commune, des habitants de la baie de Hangzhou en Chine méridionale, forment la culture de Hemudu, cultivateurs de millet et de riz, commencent à traverser le détroit et à s'installer à Taïwan. Ils sont considérés par de nombreux universitaires sur le continent chinois comme étant la population à l'origine des langues austronésiennes. Néanmoins, Laurent Sagart a fait valoir que divers aspects de la culture austronésienne à Taiwan pointent vers une région source nettement plus au nord. L'une des raisons est que c'est le mil, et non le riz, qui est au cœur des rites agricoles formosans, alors que l'horizon Hemudu serait distinctement basé sur le riz.
Diverses vagues de migrations, à différentes époques, ainsi qu’une influence plus ou moins directe des cultures déjà existantes dans l’île, ont fini par donner naissance à diverses cultures, et enfin aux cultures que l’on trouve actuellement. Les Austronésiens se sont ensuite répandus dans l'océan Pacifique, et l'océan Indien à partir de Taïwan.
Les Da'o (Yami), quant à eux, sont apparentés aux habitants de Batan (Philippines), et seraient arrivés sur l’île des Orchidées il y a environ 1 000 ans.
Sur l’île de Taïwan, on trouve de nombreux sites archéologiques correspondant à diverses cultures. La plus vieille découverte est la culture de Changbin (長濱文化). On trouve également d’autres cultures, sur l'ensemble de l'île, allant du paléolithique jusqu'à nos jours, comme la culture de Shisanhang au nord de l’île et les cultures de Peinan et Qilin au sud-est. Les liens directs qui relient ces différentes cultures aux groupes autochtones actuels sont difficiles à établir.

### L’ère hollandaise et espagnole

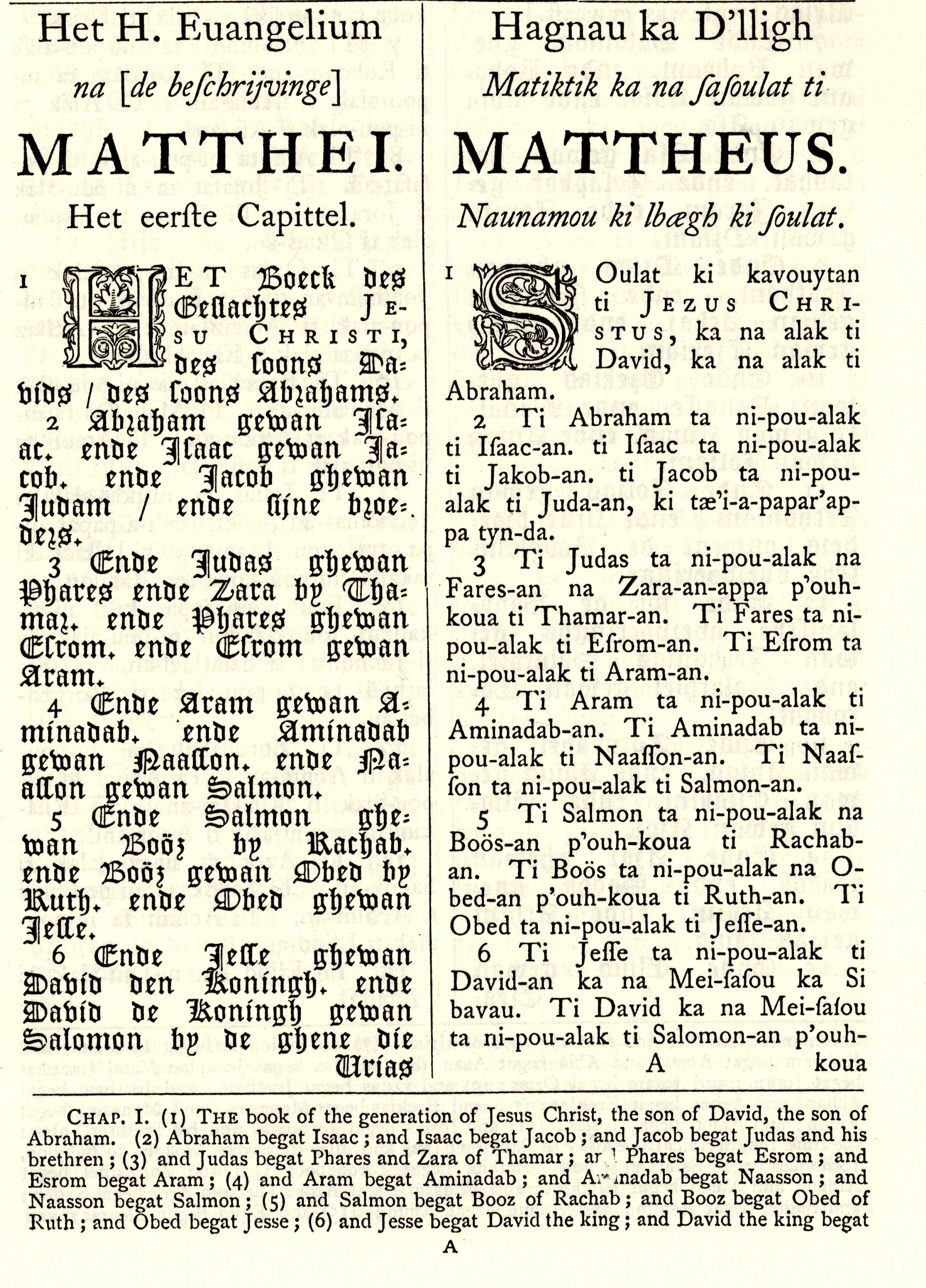
Le début de l'évangile de Matthieu, en Hollandais et en Xingang (新港), datant de la première moitié du XVIIIe siècle.

Dans leur rivalité commerciale en Asie, les puissances européennes colonisent Taïwan afin d’asseoir leur suprématie sur leurs adversaires[réf. nécessaire]. Les Hollandais, comme les Espagnols, colonisent Taïwan au début du XVIIe siècle, par le biais de la Compagnie néerlandaise des Indes orientales ; ils arrivent les premiers en 1624 et s’installent à Tayouan (Anping, Tainan), où ils resteront jusqu’en 1662. Ils s'installent principalement au sud-ouest de Taïwan dans la région de l’actuelle ville de Tainan. Ils établissent cette base à des fins commerciales avec la Chine et le Japon, et ainsi mettent fin au monopole des Espagnols et Portugais.
Deux ans plus tard, les Espagnols, inquiets de l’installation des Hollandais à Taïwan et de la menace que cela représente pour leur commerce, établissent à leur tour une colonie au nord de Taïwan, à Keelung (Chilung) (1626-1642). Cependant ils n’arriveront jamais à s’imposer et auront à faire face à de nombreux conflits avec les autochtones, n’ayant des rapports amicaux qu’avec huit villages. En 1636, après l’attaque de Fort Santo Domingo à Tamsui, leur intérêt pour Taïwan diminue. Durant les 16 années que dure leur présence, ils propagent le catholicisme, construisent cinq églises et évangélisent 4 000 autochtones. Les Hollandais alliés avec des autochtones les expulsent finalement en 1642.
Lorsque les Hollandais arrivent à Tayouan en 1624, ils entrent directement en contact avec les Siraya, qui étaient divisés en différents villages qui se faisaient la guerre ou s’alliaient selon les besoins. Les Hollandais viennent en aide au village de Sinckan (sinshih) qui était en guerre avec Mattau (madou) et son allié Bakloan. Après leur victoire contre Mattau, le village de Sinkang se trouve sous la protection des Hollandais et leurs relations sont d'abord amicales[réf. nécessaire]. En 1629, une expédition hollandaise à la recherche de pirates chinois est massacrée par les guerriers de Mattau, et cela encourage d’autres villages à se rebeller contre les Hollandais[réf. nécessaire]. En 1635 les Hollandais reçoivent des renforts en provenance de Batavia (Jakarta). Entre la fin de 1635 et le début de 1636 ils se lancent dans une campagne militaire dans les environs de Tayouan afin de soumettre les autochtones par la force, campagne qui sera suivie d’une autre au début des années 1640 dans le centre de Taïwan. La campagne de 1635-1636 a pour but de pacifier et de mettre fin aux attaques provenant des villages hostiles. Les Hollandais et leurs alliés de Sinkang attaquent le village de Mattau et le brûlent. Les villageois de Mattau se rendent immédiatement. Mattau étant le plus puissant village dans la région, cette victoire impressionne les autres villages qui viennent se soumettre aux Hollandais, parmi lesquels des villages qui se trouvaient en dehors de leur zone d’influence.
C'est à cette époque que débute la domination hollandaise sur une vaste partie de Taïwan et met fin à des siècles de luttes entre villages.
Cette période de paix permet aux Hollandais de construire des écoles et des églises dans le but de dominer les autochtones et de les soumettre à leur autorité[réf. nécessaire].
Dans les écoles, une retranscription de la langue Siraya est enseignée sous forme romanisée.
Cette écriture est utilisée tout au long du XVIIIe siècle[réf. nécessaire].
Peu de documents ont survécu dans cette écriture jusqu'à nos jours.
En 1650, les Hollandais comptabilisent 68 567 autochtones sous contrôle.
Rapidement les Hollandais se lancent dans le commerce très lucratif de peaux de daims[réf. nécessaire].
Le commerce de peaux de daims attire en premier lieu les Chinois mais vers 1642 la population de daims sur l'île diminue, ce qui réduit la prospérité des autochtones[réf. nécessaire].
Simultanément à l'extension de la domination hollandaise dans le sud-ouest de Taïwan, de plus en plus de Chinois viennent s’installer à la recherche de terres cultivables.
Cette migration est encouragée par les Hollandais pour mettre en valeur les terres qu’ils trouvent peu exploitées par les autochtones.
Cette exploitation agricole doit permettre d’acquérir l’autosuffisance pour leur colonie et apporter une rentrée d’argent supplémentaire.
Au fur et à mesure que la population chinoise croît à Taïwan, la pression se fait de plus en plus forte sur les populations autochtones.
Des conflits deviennent inévitables, on estime que la population chinoise à la fin de l’époque hollandaise est de 40 à 50 000 personnes[réf. nécessaire].
La colonisation hollandaise prend fin en 1662 lorsque Koxinga se replie à Taïwan avec ses forces afin d’en faire une base arrière et de repartir à la conquête de la Chine.

### L’ère de Koxinga et de la dynastie Qing
En 1661, Koxinga (Zheng Chenggong, 鄭成功) fidèle aux Ming et fuyant les Mandchous, se réfugie à Taïwan et en chasse les Hollandais en 1662. À partir de ce moment les Chinois commencent à administrer l’île et à y immigrer en masse.
En 1661, les Mandchous, pour essayer de stopper cette émigration, promulguent un décret qui oblige la population à se replier à l’intérieur des côtes, Koxinga fait distribuer les terres aux Chinois au détriment des autochtones. On estime alors la population chinoise à 120 000 habitants.
Le petit-fils de Koxinga se rend aux Mandchous (dynastie Qing) en 1683, et Taïwan est mise sous administration de la province du Fujian. Les Chinois continuent à émigrer sur l’île et atteignent le nombre de 2 millions en 1810 et 3 millions en 1860. Beaucoup de Chinois prendront pour femme des autochtones. Ce métissage était déjà effectif avant l’arrivée hollandaise où quelques marchands chinois étaient déjà mariés à des autochtones.
L’administration Qing désigne les autochtones par différents noms, mais qui n’ont rien à voir avec une distinction ethnique. Ils sont désignés en tant que sheng fan (barbares crus), ou non sinisés et shu fan (barbares cuits), ou sinisés. Ces classements discriminatoires faisaient référence à la vision qu’avaient les chinois des autochtones, à savoir s’ils étaient plus ou moins « sauvages ».
L’arrivée de nombreux Chinois ne se fait pas sans problèmes. Les autochtones sont l’objet de mauvais traitements : ils sont régulièrement brimés, exploités et spoliés de leurs terres par les Chinois. Il y a de nombreuses révoltes de la part des autochtones, beaucoup migrent à l’intérieur même de Taïwan afin de trouver des contrées plus tranquilles. En 1758, un édit ordonne que les hommes autochtones portent la natte mandchoue et un nom chinois.

### L’ère japonaise

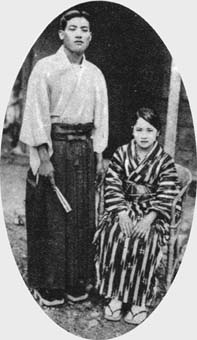
Autochtones sous l'occupation japonaise avec des habits traditionnels japonais

Par la signature du traité de Shimonoseki qui met fin à la guerre sino-japonaise de 1894-1895, la dynastie Qing cède l'île au Japon. L'entrée de Taïwan dans l'orbite japonais incorpore les peuples autochtones à une structure coloniale toute nouvelle, laquelle souhaite définir et classer les indigènes selon la logique d'un empire déjà multiethnique. À cette fin, les Japonais emploient deux moyens différents : des études anthropologiques et la répression militaire.
À l'époque, le sentiment général des Japonais à l'égard des autochtones est largement tributaire de la mémoire qu'ils gardent de l'incident de Mudan : en 1871, cinquante-quatre pêcheurs des Îles Ryūkyū sont massacrés par des autochtones Paiwan après avoir fait naufrage près du village de Mudan (en) dans le sud de l'île. Le rapport des autorités japonaises, publié vingt ans avant la cession de Taïwan à l'empire, décrit les autochtones comme un peuple "vicieux, violent et cruel", en concluant "il faut se débarrasser d'eux". Ainsi, les campagnes militaires menées contre les autochtones feront preuve d'une certaine brutalité, selon le désir du premier Gouverneur général japonais Kabayama Sukenori : "nous devons vaincre les barbares". En témoigne l'incident de Wushe (en) (raconté dans le film Seediq Bale) : en 1930, las de subir une répression permanente et décidés à obtenir leur vengeance, les autochtones Seedeq attaquent le village et massacrent 134 Japonais. La contre-attaque militaire est impitoyable et fait 644 morts. La gestion de la révolte a été très critiquée, et, paradoxalement, elle a permis quelques améliorations du statut autochtone.
Dès l'année 1896, les Japonais commencent à classer les autochtones selon divers critères ethniques, afin de mieux les connaître et – si possible – les civiliser. Ce projet répond à une double demande : de la part de l'opinion publique, qui souhaiterait en apprendre plus sur les composantes de l'empire, et de la part de l'état-major, qui cherche à renforcer le contrôle administratif de l'île par l'établissement, entre autres, d'un cadastre, lequel faciliterait l'exploitation des terres autochtones. Ainsi, "les Japonais procèdent à la constitution d'un catalogue vaste et confus traitant des autochtones, au moyen de statistiques, d'articles de revues ou de journaux, et des photographies – tous destinés à l'usage du public". Beaucoup d'affirmations concernant les différents degrés de "civilisation" de chaque groupe autochtone se fondent encore sur des récits datant de la dynastie Qing. En 1935, grâce au travail de l’ethnographe japonais Ino Kanari, l'état-major arrête une liste de neuf groupes : les Atayal, les Saisiat, les Bunun, les Tsou, les Rukai, les Paiwan, les Puyuma, les Amis et les Da'o (ou Yami). Cette liste, reconnue en taxinomie, perdure encore, et on lui a ajouté cinq autres groupes : les Kavalan, les Seedeq, les Sakizaya, les Thao et les Truku.
À mesure que les structures traditionnelles sont remplacées par la force militaire, les tribus connaissent un changement relativement rapide. S'ils souhaitent grimper l'échelle sociale, les autochtones se dirigent désormais vers l'éducation plutôt que la chasse de têtes : en effet, s'ils acceptent de collaborer avec les Japonais et qu'ils adoptent leurs coutumes, ils seront plus aptes à diriger les villages. De même, toutes les traditions, toutes les coutumes autochtones jugées nuisibles par la culture japonaise sont éliminées à grand renfort de temps et d'argent, notamment le tatouage, tandis que la conservation de celles dont on estime qu'elles ne sont pas préjudiciables est encouragée. Au milieu de la décennie 1930, l'empire Japonais est à l'apogée de sa puissance ; le gouvernement colonial entame un programme de socialisation politique dans le but d'assimiler les autochtones aux rites, aux traditions et aux usages japonais, et de leur créer une identité culturelle japonaise. Dix ans plus tard, à la fin de la Seconde Guerre mondiale, des autochtones dont les parents avaient été tués lors des campagnes de pacification se portaient volontaires pour se battre au nom de l'empereur. L'occupation japonaise laisse ainsi un souvenir indélébile dans la mémoire des autochtones de la vieille génération, lesquels conservent encore une grande admiration pour les Japonais.

### L’ère du Kuomintang
Le 2 septembre 1945, la signature des actes de capitulation du Japon officialise la défaite du Japon. Le Parti nationaliste chinois (Kuomintang, ou KMT) obtient la possession de l'île le 25 octobre suivant – possession qu'il considère comme une simple restitution des territoires volés par le Japon lors du Traité de Shimonoseki. Mais à mesure que Tchang Kaï-chek, leader du KMT, perd pied face aux armées communistes de Mao Zedong sur le continent chinois, ses troupes prennent le contrôle administratif de Taïwan. En 1949, sa défaite est consommée ; le Généralissime se replie à Taïwan avec 1,3 million de réfugiés. Il y met en place un gouvernement autoritaire et un nouveau programme de socialisation politique, très similaire à celui pratiqué par les Japonais dans son objectif : faire des Taïwanais et des autochtones des citoyens chinois à part entière, ou au moins culturellement. Le KMT s'est fait les armes contre les seigneurs de guerre du continent et les fédéralistes de la Chine post-Qing : il applique les mêmes politiques culturelles et entame le même processus de centralisation politique. Le KMT envisage ainsi de conformer les Taïwanais à une forte identité culturelle – définie par l'État –, aux dépens des cultures locales. Après l'éclatement de l'Incident 228, le Parti instaure la loi martiale dans tout le pays, laquelle durera près de quarante ans.
En 1946, a lieu la première rencontre entre les autochtones et le KMT, lorsque ce dernier effectue le remplacement des écoles japonaises par des écoles de son cru. Des documents du Ministère de l'Éducation témoignent de la grande importance donnée à la langue, l'histoire et la citoyenneté chinoise, ainsi que d'une inclination très favorable pour l'idéologie du Parti. Certains éléments d'enseignement, notamment la légende de Wu Feng (en), sont aujourd'hui considérés comme d'offensantes élucubrations par les autochtones. L'essentiel des cours qu'ils recevaient est donné par des enseignants sous-qualifiés, qui au mieux parlent mandarin et ne dispensent que des rudiments d'idéologie. C'est la raison pour laquelle le KMT essuie de nombreuses critiques quant à son programme de culture nationale centralisée, lequel est perçue comme une discrimination ethnique institutionnalisée, responsable de la disparition de plusieurs langues autochtones et d'une honte des origines autochtones à travers l'extension du chauvinisme Han.
Le nombre de mariages mixtes n'a pourtant pas diminué, et de nombreux soldats continentaux du KMT épousent des autochtones : celles-ci venant de régions et de familles pauvres, elles peuvent facilement être achetées. Des études récentes attestent d'ailleurs d'un important niveau de mixité génétique au niveau national, quoique la plupart des Taïwanais contemporains refusent de croire ou d'assumer qu'ils aient une ascendance autochtone : une étude datant de 1994 soutient que 71 % des familles interrogées s'opposeraient à ce que leur fille épouse un autochtone. À cela s'ajoute le fait que sous le KMT, la définition officielle de l'identité autochtone est soumise à une filiation paternelle et maternelle ; par conséquent, aucun mariage mixte ne donnait naissance à un enfant autochtone. Depuis, la législation a évolué dans le sens d'un droit laissé au père de déterminer le statut ethnique de l'enfant. Ces deux facteurs expliquent la rapide assimilation que vivent les autochtones pendant les années de loi martiale.

### La marche vers la démocratie
La politique de sinisation menée par le gouvernement nationaliste du Kuomintang et les discriminations subies par les autochtones mettent à mal l'intégration des peuples à la recomposition de la société taïwanaise (les chinois continentaux arrivés avec Tchang Kaï-chek se chiffrent à 15 % de la population). Cependant l’ouverture politique que connaît l'île pendant les années 1980 et 1990 avec la création d'un second parti politique, le Parti démocrate progressiste (DPP), et la levée de loi martiale en 1987 (en vigueur depuis 1949) ouvre de nouvelles portes aux autochtones et facilite la mise au jour de leurs revendications.
À partir de 1983, la revue Gaoshan Qing (chinois : 高山青, une traduction possible étant "la jeunesse Gaoshan") est publiée clandestinement par un groupe d'étudiants, dont un des auteurs, Icyang Parod, deviendra ensuite Ministre des Affaires Autochtones sous le président Chen Shui-bian, issu du DPP. L'objectif affiché de cette revue est de remettre en débat public le statut des peuples autochtones, dont elle estime qu'il est méprisé. Parallèlement, en 1984, un groupe d'activistes autochtones – aidé par l'Église presbytérienne de Taïwan – crée l’Alliance des Autochtones de Taïwan (ATA), laquelle mène une série de campagnes en faveur d'une reconnaissance plus extensive de leurs droits. L’ATA s'attaque aussi aux difficultés culturelles et sociétales que rencontrent les jeunes, par exemple, la prostitution galopante chez les adolescents autochtones, la reconnaissance d'autres groupes ethniques, celle de leurs noms autochtones, la défense des terres ancestrales. Les années 1980 correspondent donc à une reprise en compte de la composante autochtone dans la société taïwanaise.
En 1992, avec l'élection présidentielle de Chen Shui-bian, le statut des autochtones connaît quelques améliorations. Ainsi, par exemple, une femme autochtone qui épouse un homme chinois peut conserver son identité ethnique si elle le désire. Par ailleurs, la même année, lorsque pour la première fois Taïwan tient des élections directes pour le Yuan législatif, un système de quotas est établi, inspiré des expériences au niveau provincial (datant de 1951) et réservant des postes pour trois représentants des « compatriotes des montagnes » (terminologie utilisée par le gouvernement centralisé depuis 1947) et trois pour ceux des plaines.

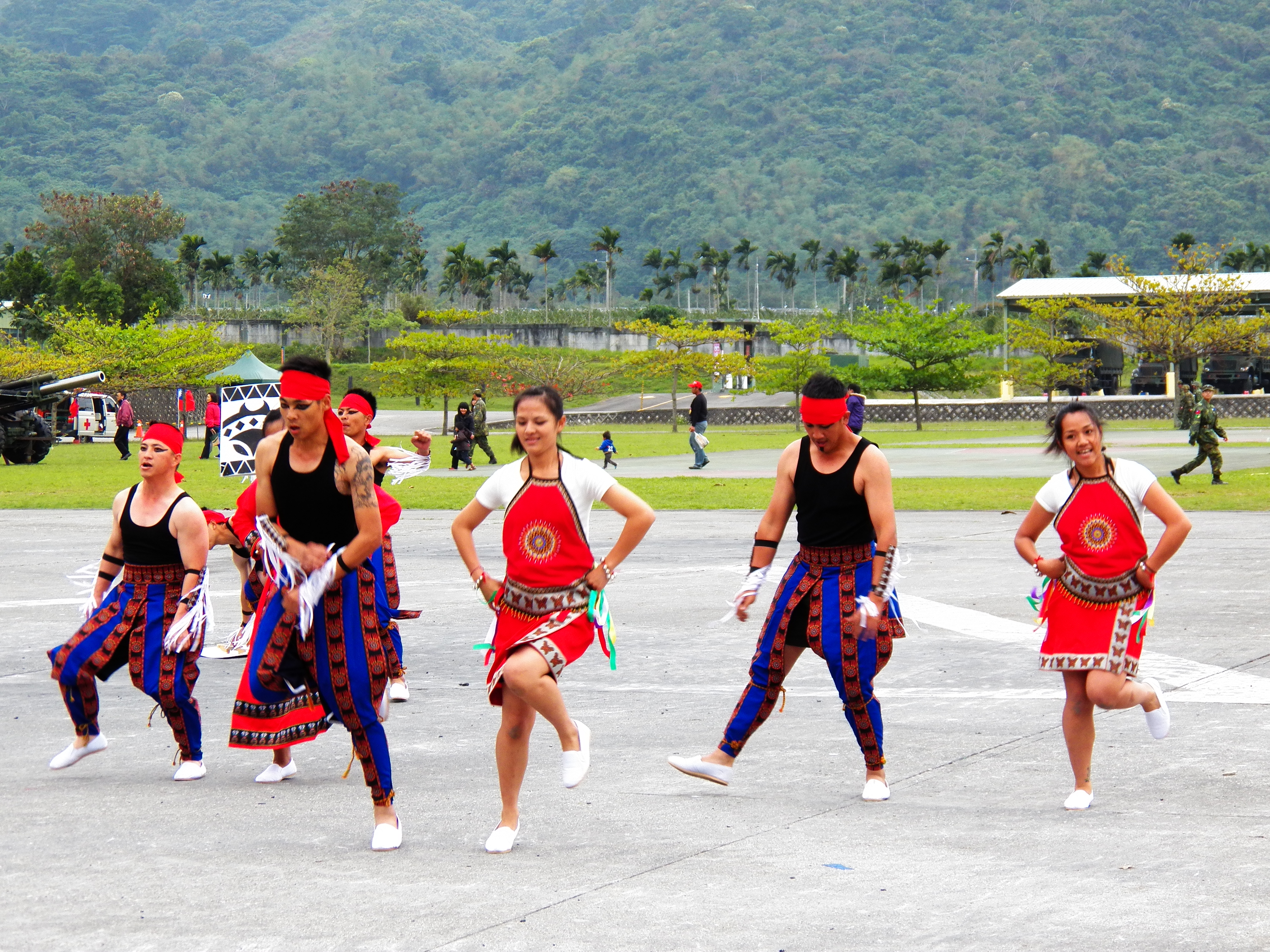
Danseurs autochtones, 24 mars 2012.

En 1994, à la suite des demandes insistantes de militants autochtones, la nomenclature juridique « compatriotes des montagnes » est remplacée par le terme actuel de 原住民, Yuanzhumin, c'est-à-dire « les habitants originels », quoique le Kuomintang lui préférait celui de 先住民, Xianzhumin, littéralement « le premier peuple », que l'on peut plutôt interpréter dans le sens d'une simple vague migratoire parmi d'autres. Deux ans plus tard est créée la Commission des peuples indigènes (en), directement rattachée au Yuan exécutif, qui témoigne d'une mise au premier plan de la question autochtone.
Après 25 ans de négociations, la Déclaration des Nations unies sur les droits des peuples autochtones (DDPA) est adoptée en 2007 par l'Assemblée générale de l'ONU et forme l'esprit de la Loi Fondamentale sur les peuples autochtones qui est votée à Taïwan en 2005. Il existe pourtant des différences entre les deux textes : en effet, « les objectifs de la DDPA sont de garantir les droits fondamentaux des peuples autochtones qui, en raison de leur souveraineté inhérente, existent antérieurement à, et indépendamment des États. Produit d'une tradition positiviste et républicaine, la Loi fondamentale définit les droits autochtones en tant que droits individuels du citoyen plutôt que comme droits collectifs des nations autochtones qui existaient avant la création de l’État. »
Malgré tout, aussi longtemps que Taïwan sera exclu des instances internationales – notamment l'ONU –, les autochtones seront largement ignorés et les directives de la DDPA seront difficiles à mettre en œuvre[réf. nécessaire].